# Acusada!
The Accused (bra: Acusada, Acusada! ou A Acusada!; prt: Acusada!) é um filme noir estadunidense de 1949, do gênero drama criminal, dirigido por William Dieterle, e estrelado por Loretta Young e Robert Cummings. O roteiro de Ketti Frings foi baseado no romance "Be Still, My Love" (1947), de June Truesdell.
A trama retrata a história de uma professora de psicologia que luta para esconder um assassinato que cometeu em legítima defesa.

## Sinopse
Wilma Tuttle (Loretta Young) é uma professora universitária que se torna alvo do interesse sexual de seu aluno, Bill Perry (Douglas Dick). Quando Perry tenta estuprar Tuttle, ela o mata acidentalmente com uma peça de automóvel, em um esforço aterrorizado de autodefesa. Ela encobre seu crime fazendo parecer com que seu aluno tenha morrido ao mergulhar no mar de um penhasco íngreme. Enquanto acompanha a investigação policial sobre a morte de Perry, Wilma percebe que nunca conseguirá escapar de sua consciência, especialmente quando se apaixona por seu novo advogado, Warren Ford (Robert Cummings), que é também o guardião do rapaz falecido.

## Elenco
- Loretta Young como Dra. Wilma Tuttle
- Robert Cummings como Warren Ford
- Wendell Corey como Ten. Ted Dorgan
- Sam Jaffe como Dr. Romley
- Douglas Dick como Bill Perry
- Suzanne Dalbert como Susan Duval
- Sara Allgood como Sra. Conner
- Mickey Knox como Jack Hunter
- George Spaulding como Dean Rhodes
- Francis Pierlot como Dr. Vinson
- Ann Doran como Srta. Rice, a enfermeira
- Carole Mathews como Garçonete
- Billy Mauch como Harry Brice
- Henry Travers como Blakely, assistente de Romley (não-creditado)

## Produção

### Desenvolvimento
Em junho de 1946, Hal B. Wallis comprou os direitos cinematográficos de um romance inédito de June Trusedell, "Be Still, My Love", por US$75,000. O filme seria estrelado por Barbara Stanwyck e produzido na Paramount, onde era a base de Wallis. Em dezembro daquele ano, Wallis disse que as filmagens começariam em janeiro. Seria a primeira produção na lista de Wallis para 1947, com um orçamento geral de US$ 8.500.000. As filmagens foram adiadas. Em março, Wallis disse que Don deFore coestrelaria ao lado de Stanwyck.
Até fevereiro de 1947, Ginger Rogers já havia se tornado uma estrela, e Wallis não iria começar as filmagens até terminar uma produção na Inglaterra. Em março, Wallis disse que as estrelas seriam Stanwyck e Wendell Corey, e que ele adiaria as filmagens até Corey retornar da Inglaterra, onde apareceria nos palcos em "Voice of the Turtle".
Em novembro de 1947, Hedda Hopper relatou que Stanwyck desistiu de sua participação no filme porque "o roteiro era estúpido demais para ser filmado". Wallis, então, a escalou em "Sorry, Wrong Number" (1948); o único outro roteiro que ele tinha pronto para usar. Rosalind Russell foi considerada para o papel, assim como Paulette Goddard, que recusou a oferta. Naquele mês, Ketti Frings começou a trabalhar no roteiro.
Em janeiro de 1948, Kirk Douglas, então contratado por Wallis, foi vinculado ao projeto, embora não tenha aparecido no filme.

### Loretta Young
Em fevereiro de 1948, Wallis anunciou que Loretta Young seria a protagonista, e o título de produção do filme era "Strange Deception". Young ganhou seu Oscar de melhor atriz por sua atuação em "The Farmer's Daughter" (1947) depois de ter sido contratada para fazer o filme.
Os outros papéis principais foram dados a Robert Cummings e Wendell Corey, ambos sob contrato com Wallis. Young afirmou que pouco antes das filmagens, Wallis abordou-a sugerindo que os dois atores trocassem de papéis, com Cummings interpretando o detetive e Corey o protagonista masculino. Young afirmou: "Eu sabia que ele queria trocar porque ele havia acabado de colocar Wendell Corey sob contrato, e Robert Cummings estava sendo afastado". Young disse que cabia a Wallis, mas sentia que Corey não era um protagonista. "Ele era um segundo principal muito atraente. Bob Cummings, em certo momento, era um protagonista". Eventualmente, os papéis permaneceram como estavam. Mais tarde, Young disse que possivelmente Wallis estava certo.
Foi o décimo primeiro filme de Wallis desde que ele montou sua própria unidade de produção. As filmagens começaram em abril de 1948.
Young mais tarde disse que "amou" o filme e o roteiro, afirmando que Frings "era uma escritora maravilhosa ... ela conhecia e gostava das mulheres ... ela também conhecia suas pequenas fraquezas estúpidas ... uma história muito boa". Ela diz que Wallis "se esforçou ao máximo para fazer tudo de maneira agradável durante toda a produção".

## Recepção
O jornal The New York Times deu uma crítica positiva ao filme: "Assassinato é uma mercadoria comum e vendável na tela ... The Accused ... é um trabalho psicológico super excelente, bem temperado com uma terminologia que parece impressionante, embora nem sempre cristalina em seu significado, e os artistas realizam suas tarefas com uma seriedade que chama a atenção. Sob a direção segura de William Dieterle, a história flui suavemente e constrói metodicamente o suspense até um clímax impactante que deixa para a audiência determinar se o réu deve ser punido ou liberado".
A revista Variety também elogiou: "The Accused explora o medo e a violência emocional em um melodrama de alta qualidade ... O diretor William Dieterle, com uma base sólida de história e um elenco de primeira para construir, conduz o melodrama com um toque que continua atingindo constantemente as emoções do público ... A interpretação de Loretta Young como a professora aflita gera forte simpatia. É uma delineação inteligente, conferindo vida ao papel. Ela penetra profundamente na mente ao revelar os processos mentais de uma mulher inteligente que reconhece seus erros, mas acredita que sua trilha está tão bem coberta que o assassinato nunca será descoberto".
Segundo o crítico e historiador de cinema Ken Wlaschin, este é um dos dez melhores filmes de Loretta Young.

## Adaptação para a rádio
Em 28 de março de 1949, o filme foi apresentado em uma transmissão de uma hora do Lux Radio Theatre. Loretta Young e Robert Cummings reprisaram seus papéis.